# Østre Storkreds
Østre Storkreds var i 1920-2006 en valgkreds eller storkreds. Kredsen blev nedlagt i 2007. Området indgår herefter i Københavns Storkreds. I 2005 valgte kredsen 6 kredsmandater til Folketinget.
Storkredsen var inddelt i følgende opstillingskredse, med deres bestanddelsområder i parentes:
- Ryvangskredsen (bestående af den del af Københavns Kommune, som begrænses af Kystbanen, Østerbrogade, Jagtvej, Tagensvej og Hareskovbanen)
- Østbanekredsen (bestående af den del af Københavns Kommune, som begrænses af Sortedamssøen, Sølvgade, Øster Voldgade, Kystbanen, Ndr. Frihavnsgade, Trianglen og Østerbrogade)
- Husumkredsen (bestående af den del af Københavns Kommune, som begrænses af Slotsherrensvej, Husumvej, Tølløsevej, Frederikssundsvej, Sokkelundsvej, Utterslev Torv, Skoleholdervej, Støvnæs Allé, Rådvadsvej, Mosesvinget og Horsebakken til kommunegrænsen)
- Østerbrokredsen (bestående af den del af Københavns Kommune, som begrænses af Marmorvej, Ndr. Frihavnsgade, Trianglen, Øster Allé, Jagtvej, Østerbrogade, Kystbanen og kommunegrænsen)
- Nørrebrokredsen (bestående af den del af Københavns Kommune, som begrænses af Jagtvej, Tagensvej, Hareskovbanen, Nørrebrogade, Møllegade, Guldbergsgade, Skt. Hans Torv og Nørre Allé)
- Bispeengkredsen (bestående af den del af Københavns Kommune, som begrænses af Godthåbsvej, Bellahøjvej, Frederikssundsvej, Nørrebrogade, Kapelvej, Rantzausgade, Brohusgade og kommunegrænsen)
- Bispebjergkredsen (bestående af den del af Københavns Kommune, som begrænses af Hareskovbanen, Frederikssundsvej, Sokkelundsvej, Utterslev Torv, Skoleholdervej, Støvnæs Allé, Rådvadsvej, Mosesvinget og Horsebakken til kommunegrænsen)
- Brønshøjkredsen (bestående af den del af Københavns Kommune, som begrænses af Roskildevej, kommunegrænsen, Godthåbsvej, Bellahøjvej, Frederikssundsvej, Tølløsevej, Husumvej og Slotsherrensvej)

Ravnsborgkredsen blev nedlagt i 1970. 

## Valgresultater 1971-2005
| Parti                       | Stemmer | Pct. | +/-  | Mandater | +/- | Valgte                                 |
| --------------------------- | ------- | ---- | ---- | -------- | --- | -------------------------------------- |
| Socialdemokratiet           | 34.685  | 23,5 | -4,3 | 2        | -   | Helle Thorning-Schmidt, Jytte Andersen |
| Radikale Venstre            | 26.659  | 18,0 | +6,7 | 1        | -   | Naser Khader                           |
| Venstre                     | 23.469  | 15,9 | -3,9 | 1        | -   | Søren Pind                             |
| Dansk Folkeparti            | 16.354  | 11,1 | +0,1 | 1        | -   | Peter Skaarup                          |
| Enhedslisten                | 15.168  | 10,3 | +4,0 | 1        | -   | Pernille Rosenkrantz-Theil             |
| Socialistisk Folkeparti     | 14.495  | 9,8  | -2,2 | 1        | -   | Anne Grete Holmsgaard                  |
| Det Konservative Folkeparti | 12.612  | 8,5  | +1,3 | 1        | -   | Helle Sjelle                           |
| Centrum-Demokraterne        | 1.717   | 1,2  | -1,2 | 0        | -   |                                        |
| Kristendemokraterne*        | 1.682   | 1,1  | -0,6 | 0        | -   |                                        |
| Minoritetspartiet           | 867     | 0,6  | ny   | 0        | -   |                                        |
| Udenfor partierne           | 44      | 0,0  | -0,2 | 0        | -   |                                        |
| I alt                       | 147.752 |      |      | 8        | -   |                                        |

| Parti                       | Stemmer | Pct. | +/-  | Mandater | +/- | Valgte                                |
| --------------------------- | ------- | ---- | ---- | -------- | --- | ------------------------------------- |
| Socialdemokratiet           | 42.333  | 27,8 | -7,6 | 2        | -1  | Jytte Andersen, Lars Kramer Mikkelsen |
| Venstre                     | 30.179  | 19,8 | +5,6 | 1        | -   | Inge Dahl-Sørensen                    |
| Socialistisk Folkeparti     | 18.288  | 12,0 | -1,3 | 1        | -   | Anne Grete Holmsgaard                 |
| Det Radikale Venstre        | 17.200  | 11,3 | +5,1 | 1        | -   | Naser Khader                          |
| Dansk Folkeparti            | 16.706  | 11,0 | +2,9 | 1        | -   | Peter Skaarup                         |
| Det Konservative Folkeparti | 11.022  | 7,2  | -0,7 | 1        | -   | Helle Sjelle                          |
| Enhedslisten                | 9.620   | 6,3  | -1,4 | 1        | -   | Line Barfod                           |
| Centrum-Demokraterne        | 3.669   | 2,4  | -1,6 | 0        | -1  |                                       |
| Kristeligt Folkeparti       | 2.642   | 1,7  | +0,1 | 0        | -   |                                       |
| Fremskridtspartiet          | 481     | 0,3  | -0,9 | 0        | -   |                                       |
| Udenfor partierne           | 248     | 0,2  | ny   | 0        | ny  |                                       |
| I alt                       | 152.388 |      |      | 8        | -2  |                                       |

| Parti                       | Stemmer | Pct. | +/-  | Mandater | +/- | Valgte                                              |
| --------------------------- | ------- | ---- | ---- | -------- | --- | --------------------------------------------------- |
| Socialdemokratiet           | 53.756  | 35,4 | +0,7 | 3        | -   | Jytte Andersen, Ole Hækkerup, Lars Kramer Mikkelsen |
| Venstre                     | 21.604  | 14,2 | +0,9 | 1        | -   | Inge Dahl-Sørensen                                  |
| Socialistisk Folkeparti     | 20.171  | 13,3 | +0,1 | 1        | -   | Christine Antorini                                  |
| Dansk Folkeparti            | 12.245  | 8,1  | ny   | 1        | +1  | Peter Skaarup                                       |
| Det Konservative Folkeparti | 11.943  | 7,9  | -6,0 | 1        | -   | Frank Dahlgaard                                     |
| Enhedslisten                | 11.624  | 7,7  | -0,4 | 1        | -   | Jette Gottlieb                                      |
| Det Radikale Venstre        | 9.467   | 6,2  | +0,0 | 1        | -   | Jørgen Estrup                                       |
| Centrum-Demokraterne        | 6.093   | 4,0  | +1,1 | 1        | +1  | Susanne Clemensen                                   |
| Kristeligt Folkeparti       | 2.498   | 1,6  | +0,3 | 0        | -   |                                                     |
| Fremskridtspartiet          | 1.883   | 1,2  | -4,3 | 0        | -1  |                                                     |
| Demokratisk Fornyelse       | 586     | 0,4  | ny   | 0        | ny  |                                                     |
| I alt                       | 151.870 |      |      | 10       | +1  |                                                     |

| Parti                       | Stemmer | Pct. | +/-  | Mandater | +/- | Valgte                                     |
| --------------------------- | ------- | ---- | ---- | -------- | --- | ------------------------------------------ |
| Socialdemokratiet           | 51.172  | 34,7 | -5,5 | 3        | -1  | Hardy Hansen, Jytte Andersen, Erling Olsen |
| Det Konservative Folkeparti | 20.404  | 13,9 | +0,5 | 1        | -   | Frank Dahlgaard                            |
| Venstre                     | 19.614  | 13,3 | +5,7 | 1        | -   | Inge Dahl-Sørensen                         |
| Socialistisk Folkeparti     | 19.397  | 13,2 | -2,4 | 1        | -   | Gert Petersen                              |
| Enhedslisten                | 11.910  | 8,1  | +3,5 | 1        | +1  | Jette Gottlieb                             |
| Radikale Venstre            | 9.086   | 6,2  | +2,5 | 1        | -   | Jørgen Estrup                              |
| Fremskridtspartiet          | 8.105   | 5,5  | +2,5 | 1        | -   | Annette Just                               |
| Centrum-Demokraterne        | 4.266   | 2,9  | -1,1 | 0        | -1  |                                            |
| Kristeligt Folkeparti       | 1.910   | 1,3  | -0,0 | 0        | -   |                                            |
| Udenfor partierne           | 1.429   | 1,0  | +0,9 | 0        | -   |                                            |
| I alt                       | 147.293 |      |      | 9        | -1  |                                            |

| Parti                       | Stemmer | Pct. | +/-  | Mandater | +/- | Valgte                                                    |
| --------------------------- | ------- | ---- | ---- | -------- | --- | --------------------------------------------------------- |
| Socialdemokratiet           | 59.328  | 40,2 | +9,9 | 4        | +1  | Jytte Andersen, Ole Espersen, Lise Hækkerup, Erling Olsen |
| Socialistisk Folkeparti     | 23.060  | 15,6 | -8,9 | 1        | -1  | Gert Petersen                                             |
| Det Konservative Folkeparti | 19.725  | 13,4 | -3,0 | 1        | -   | Grethe Fenger Møller                                      |
| Venstre                     | 11.151  | 7,6  | +3,8 | 1        | -   | Inge Dahl-Sørensen                                        |
| Enhedslisten                | 6.740   | 4,6  | ny   | 0        | ny  |                                                           |
| Fælles Kurs                 | 6.615   | 4,5  | +1,5 | 0        | -   |                                                           |
| Centrum-Demokraterne        | 5.864   | 4,0  | +0,7 | 1        | -   | Bente Juncker                                             |
| Radikale Venstre            | 5.459   | 3,7  | -2,1 | 1        | -   | Jørgen Estrup                                             |
| Fremskridtspartiet          | 4.443   | 3,0  | -1,2 | 1        | -   | Kirsten Madsen                                            |
| De Grønne                   | 2.063   | 1,4  | -0,8 | 0        | -   |                                                           |
| Kristeligt Folkeparti       | 1.989   | 1,3  | +0,2 | 0        | -   |                                                           |
| Retsforbundet               | 918     | 0,6  | ny   | 0        | ny  |                                                           |
| Humanistiske Parti          | 90      | 0,1  | ny   | 0        | ny  |                                                           |
| Udenfor partierne           | 147     | 0,1  | ny   | 0        | ny  |                                                           |
| I alt                       | 147.592 |      |      | 10       | -   |                                                           |

| Parti                        | Stemmer | Pct. | +/-  | Mandater | +/- | Valgte                                     |
| ---------------------------- | ------- | ---- | ---- | -------- | --- | ------------------------------------------ |
| Socialdemokratiet            | 47.523  | 30,3 | +1,5 | 3        | -   | Jytte Andersen, Ole Espersen, Erling Olsen |
| Socialistisk Folkeparti      | 38.427  | 24,5 | -1,6 | 2        | -   | Gert Petersen, Carsten Andersen            |
| Det Konservative Folkeparti  | 25.782  | 16,4 | +0,3 | 1        | -   | Grethe Fenger Møller                       |
| Fremskridtspartiet           | 9.119   | 5,8  | +2,4 | 1        | -   | Ingrid Kjældgaard                          |
| Radikale Venstre             | 9.067   | 5,8  | -0,4 | 1        | -   | Jørgen Estrup                              |
| Venstre                      | 5.929   | 3,8  | +1,4 | 1        | +1  | Inge Dahl-Sørensen                         |
| Centrum-Demokraterne         | 5.140   | 3,3  | -0,1 | 1        | -   | Bente Juncker                              |
| Fælles Kurs                  | 4.723   | 3,0  | -0,1 | 0        | -1  |                                            |
| De Grønne                    | 3.479   | 2,2  | +0,1 | 0        | -   |                                            |
| Danmarks Kommunistiske Parti | 3.109   | 2,0  | +0,0 | 0        | -   |                                            |
| Venstresocialisterne         | 2.858   | 1,8  | -2,3 | 0        | -   |                                            |
| Kristeligt Folkeparti        | 1.795   | 1,1  | -0,2 | 0        | -   |                                            |
| I alt                        | 156.951 |      |      | 10       | -   |                                            |

| Parti                                      | Stemmer | Pct. | +/-  | Mandater | +/- | Valgte                                     |
| ------------------------------------------ | ------- | ---- | ---- | -------- | --- | ------------------------------------------ |
| Socialdemokratiet                          | 45.907  | 28,8 | -7,8 | 3        | -   | Jytte Andersen, Ole Espersen, Erling Olsen |
| Socialistisk Folkeparti                    | 41.540  | 26,1 | +5,3 | 2        | -   | Gert Petersen, Carsten Andersen            |
| Det Konservative Folkeparti                | 25.572  | 16,1 | -2,1 | 1        | -   | Grethe Fenger Møller                       |
| Radikale Venstre                           | 9.841   | 6,2  | +1,5 | 1        | -   | Jørgen Estrup                              |
| Venstresocialisterne                       | 6.566   | 4,1  | -2,1 | 0        | +1  |                                            |
| Centrum-Demokraterne                       | 5.487   | 3,4  | +0,5 | 1        | -   | Bente Juncker                              |
| Fremskridtspartiet                         | 5.366   | 3,4  | +1,2 | 1        | +1  | Kirsten Madsen                             |
| Fælles Kurs                                | 4.938   | 3,1  | ny   | 1        | ny  | Jørgen Tved                                |
| Venstre                                    | 3.834   | 2,4  | -0,8 | 0        | -1  |                                            |
| De Grønne                                  | 3.401   | 2,1  | ny   | 0        | ny  |                                            |
| Danmarks Kommunistiske Parti               | 3.146   | 2,0  | +0,3 | 0        | -   |                                            |
| Kristeligt Folkeparti                      | 2.063   | 1,3  | -0,2 | 0        | -   |                                            |
| Retsforbundet                              | 755     | 0,5  | -1,2 | 0        | -   |                                            |
| Humanistiske Parti                         | 459     | 0,3  | ny   | 0        | ny  |                                            |
| Internationalen-Socialistisk Arbejderparti | 155     | 0,1  | +0,0 | 0        | -   |                                            |
| Marxistisk-Leninistisk Parti               | 103     | 0,1  | +0,0 | 0        | -   |                                            |
| I alt                                      | 159.133 |      |      | 10       |     |                                            |

| Parti                                      | Stemmer | Pct. | +/-  | Mandater | +/- | Valgte                                     |
| ------------------------------------------ | ------- | ---- | ---- | -------- | --- | ------------------------------------------ |
| Socialdemokratiet                          | 61.283  | 36,6 | -1,3 | 3        | -   | Ole Espersen, Jytte Andersen, Erling Olsen |
| Socialistisk Folkeparti                    | 34.878  | 20,8 | +1,2 | 2        | -   | Gert Petersen, Carsten Andersen            |
| Det Konservative Folkeparti                | 30.503  | 18,2 | +6,0 | 1        | -   | Grethe Fenger Møller                       |
| Venstresocialisterne                       | 10.463  | 6,2  | -0,4 | 1        | -   | Keld Albrechtsen                           |
| Radikale Venstre                           | 7.950   | 4,7  | +0,4 | 1        | -   | Jørgen Estrup                              |
| Venstre                                    | 5.384   | 3,2  | +0,8 | 1        | +1  | Bente Mousten Nielsen                      |
| Centrum-Demokraterne                       | 4.917   | 2,9  | -2,5 | 1        | -   | Bente Juncker                              |
| Fremskridtspartiet                         | 3.757   | 2,2  | -3,6 | 0        | -1  |                                            |
| Danmarks Kommunistiske Parti               | 2.812   | 1,7  | -0,9 | 0        | -   |                                            |
| Retsforbundet                              | 2.802   | 1,7  | +0,1 | 0        | -   |                                            |
| Kristeligt Folkeparti                      | 2.469   | 1,5  | +0,3 | 0        | -   |                                            |
| Internationalen-Socialistisk Arbejderparti | 155     | 0,1  | -0,0 | 0        | -   |                                            |
| Marxistisk-Leninistisk Parti               | 90      | 0,1  | ny   | 0        | ny  |                                            |
| I alt                                      | 167.463 |      |      | 10       | -   |                                            |

| Parti                                      | Stemmer | Pct. | +/-  | Mandater | +/- | Valgte                                     |
| ------------------------------------------ | ------- | ---- | ---- | -------- | --- | ------------------------------------------ |
| Socialdemokratiet                          | 60.429  | 37,9 | -8,7 | 3        | -2  | Ole Espersen, Jytte Andersen, Erling Olsen |
| Socialistisk Folkeparti                    | 31.270  | 19,6 | +9,8 | 2        | +1  | Gert Petersen, Kirsten Fog Hjort           |
| Det Konservative Folkeparti                | 19.482  | 12,2 | +1,8 | 1        | -   | Grethe Fenger Møller                       |
| Venstresocialisterne                       | 10.582  | 6,6  | -0,9 | 1        | -   | Steen Folke                                |
| Fremskridtspartiet                         | 9.263   | 5,8  | -0,6 | 1        | -   | John D. Lawaetz                            |
| Centrum-Demokraterne                       | 8.537   | 5,4  | +3,4 | 1        | +1  | Bente Juncker                              |
| Radikale Venstre                           | 6.835   | 4,3  | -0,4 | 1        | -   | Tage Dræbye                                |
| Danmarks Kommunistiske Parti               | 4.142   | 2,6  | -1,4 | 0        | -   |                                            |
| Venstre                                    | 3.828   | 2,4  | -1,0 | 0        | -   |                                            |
| Retsforbundet                              | 2.606   | 1,6  | -1,5 | 0        | -1  |                                            |
| Kristeligt Folkeparti                      | 1.842   | 1,2  | -0,1 | 0        | -1  |                                            |
| Kommunistisk Arbejderparti                 | 461     | 0,3  | -0,6 | 0        | -   |                                            |
| Internationalen-Socialistisk Arbejderparti | 194     | 0,1  | ny   | 0        | ny  |                                            |
| I alt                                      | 159.471 |      |      | 10       | -2  |                                            |

| Parti                        | Stemmer | Pct. | +/-  | Mandater | +/- | Valgte                                                                 |
| ---------------------------- | ------- | ---- | ---- | -------- | --- | ---------------------------------------------------------------------- |
| Socialdemokratiet            | 77.269  | 46,6 | -0,6 | 5        | -   | Ole Espersen, Majken Hessner, Lasse Budtz, Erling Olsen, Hans Hækkerup |
| Det Konservative Folkeparti  | 17.336  | 10,4 | +2,9 | 1        | -   | Grethe Fenger Møller                                                   |
| Socialistisk Folkeparti      | 16.197  | 9,8  | +3,4 | 1        | -   | Gert Petersen                                                          |
| Venstresocialisterne         | 12.429  | 7,5  | +2,6 | 1        | -   | Kurt Hansen                                                            |
| Fremskridtspartiet           | 10.656  | 6,4  | -2,4 | 1        | -   | J. D. Lawaetz                                                          |
| Radikale Venstre             | 7.741   | 4,7  | +1,8 | 1        | +1  | Tage Dræbye                                                            |
| Danmarks Kommunistiske Parti | 6.629   | 4,0  | +3,7 | 0        | -1  |                                                                        |
| Venstre                      | 5.626   | 3,4  | +0,6 | 0        | -1  |                                                                        |
| Retsforbundet                | 5.135   | 3,1  | -0,8 | 1        | -   | Niels Mølgaard                                                         |
| Centrum-Demokraterne         | 3.255   | 2,0  | -2,7 | 0        | -1  |                                                                        |
| Kristeligt Folkeparti        | 2.170   | 1,3  | -0,3 | 1        | +1  | Poul H. Møller                                                         |
| Kommunistisk Arbejderparti   | 1.495   | 0,9  | ny   | 0        | ny  |                                                                        |
| Udenfor partierne            | 44      | 0,0  | +0,0 | 0        | -   |                                                                        |
| I alt                        | 165.982 |      |      | 12       | -1  |                                                                        |

| Parti                        | Stemmer | Pct. | +/-  | Mandater | +/- | Valgte                                                                  |
| ---------------------------- | ------- | ---- | ---- | -------- | --- | ----------------------------------------------------------------------- |
| Socialdemokratiet            | 82.313  | 47,2 | +8,5 | 5        | +1  | Ole Espersen, Lasse Budtz, Erling Olsen, Eva Gredal, Jørgen Frederiksen |
| Fremskridtspartiet           | 15.330  | 8,8  | -0,8 | 1        | -   | J. D. Lawaetz                                                           |
| Danmarks Kommunistiske Parti | 13.502  | 7,7  | -1,5 | 1        | -   | Knud Jespersen                                                          |
| Det Konservative Folkeparti  | 13.055  | 7,5  | +2,3 | 1        | -   | Grethe Fenger Møller                                                    |
| Socialistisk Folkeparti      | 11.212  | 6,4  | -2,5 | 1        | -   | Gert Petersen                                                           |
| Venstresocialisterne         | 8.583   | 4,9  | +0,9 | 1        | -   | Kurt Hansen                                                             |
| Centrum-Demokraterne         | 8.276   | 4,7  | +3,2 | 1        | +1  | Asger Lindinger                                                         |
| Retsforbundet                | 6.870   | 3,9  | +2,2 | 1        | +1  | Kirsten Brøsted                                                         |
| Radikale Venstre             | 4.994   | 2,9  | -2,7 | 0        | -1  |                                                                         |
| Venstre                      | 4.864   | 2,8  | -9,6 | 1        | -   | Kaj V. Andersen                                                         |
| Kristeligt Folkeparti        | 2.841   | 1,6  | -1,6 | 0        | -1  |                                                                         |
| Pensionistpartiet            | 2.651   | 1,5  | ny   | 0        | ny  |                                                                         |
| Udenfor partierne            | 33      | 0,0  | ny   | 0        | ny  |                                                                         |
| I alt                        | 174.524 |      |      | 13       |     |                                                                         |

| Parti                        | Stemmer | Pct. | +/-  | Mandater | +/- | Valgte                                                 |
| ---------------------------- | ------- | ---- | ---- | -------- | --- | ------------------------------------------------------ |
| Socialdemokratiet            | 69.377  | 38,7 | +4,6 | 4        | +1  | Ole Espersen, Lasse Budtz, Helge Nielsen, Erling Olsen |
| Venstre                      | 22.299  | 12,4 | +8,8 | 1        | -   | Kaj V. Andersen                                        |
| Fremskridtspartiet           | 17.251  | 9,6  | -0,8 | 1        | -   | Eva Rothenborg                                         |
| Danmarks Kommunistiske Parti | 16.587  | 9,2  | +0,7 | 1        | -   | Knud Jespersen                                         |
| Socialistisk Folkeparti      | 15.890  | 8,9  | -2,6 | 1        | -   | Kurt Brauer                                            |
| Radikale Venstre             | 9.990   | 5,6  | -2,4 | 1        | -   | Lone Dybkjær                                           |
| Det Konservative Folkeparti  | 9.297   | 5,2  | -4,3 | 1        | -   | E. Haunstrup Clemmensen                                |
| Venstresocialisterne         | 7.149   | 4,0  | +1,5 | 1        | +1  | Erik Sigsgaard                                         |
| Kristeligt Folkeparti        | 5.802   | 3,2  | +1,0 | 1        | -   | Poul H. Møller                                         |
| Retsforbundet                | 3.070   | 1,7  | -1,3 | 0        | -1  |                                                        |
| Centrum-Demokraterne         | 2.646   | 1,5  | -5,1 | 0        | +1  |                                                        |
| I alt                        | 179.413 |      |      | 12       | -   |                                                        |

| Parti                        | Stemmer | Pct. | +/-  | Mandater | +/- | Valgte                                |
| ---------------------------- | ------- | ---- | ---- | -------- | --- | ------------------------------------- |
| Socialdemokratiet            | 63.360  | 34,1 | -7,7 | 3        | -2  | Lasse Budtz, Ole Espersen, Eva Gredal |
| Socialistisk Folkeparti      | 21.416  | 11,5 | -6,5 | 1        | -1  | Kurt Brauer                           |
| Fremskridtspartiet           | 19.320  | 10,4 | ny   | 1        | ny  | Birgit Busk                           |
| Det Konservative Folkeparti  | 17.705  | 9,5  | -7,3 | 1        | -1  | E. Haunstrup Clemmensen               |
| Danmarks Kommunistiske Parti | 15.853  | 8,5  | +5,8 | 1        | +1  | Knud Jespersen                        |
| Radikale Venstre             | 14.854  | 8,0  | -3,0 | 1        | -   | Lone Dybkjær                          |
| Centrum-Demokraterne         | 12.220  | 6,6  | ny   | 1        | ny  | Arne Melchior                         |
| Venstre                      | 6.680   | 3,6  | -0,2 | 1        | -   | Kaj V. Andersen                       |
| Retsforbundet                | 5.585   | 3,0  | +1,5 | 1        | +1  | Niels Mølgaard                        |
| Venstresocialisterne         | 4.564   | 2,5  | -0,9 | 0        | -   |                                       |
| Kristeligt Folkeparti        | 4.134   | 2,2  | +1,3 | 1        | +1  | Willy Svendsen Bracher                |
| Udenfor partierne            | 67      | 0,0  | ny   | 0        | ny  |                                       |
| I alt                        | 185.758 |      |      | 12       | +1  |                                       |

| Parti                        | Stemmer | Pct. | +/-  | Mandater | +/- | Valgte                                                                         |
| ---------------------------- | ------- | ---- | ---- | -------- | --- | ------------------------------------------------------------------------------ |
| Socialdemokratiet            | 79.081  | 41,8 | +2,2 | 5        | -   | Eva Gredal, Helge Nielsen, Frode Jakobsen, Niels Alsing Andersen, Erling Olsen |
| Socialistisk Folkeparti      | 34.024  | 18,0 | +6,5 | 2        | -   | Aksel Larsen, Kurt Brauer                                                      |
| Det Konservative Folkeparti  | 31.842  | 16,8 | -5,1 | 2        | -1  | Knud Thestrup, Hanne Budtz                                                     |
| Radikale Venstre             | 20.792  | 11,0 | -3,4 | 1        | -1  | Else-Merete Ross                                                               |
| Venstre                      | 7.120   | 3,8  | +0,3 | 1        | -   | Kaj V. Andersen                                                                |
| Venstresocialisterne         | 6.404   | 3,4  | -1,0 | 0        | -1  |                                                                                |
| Danmarks Kommunistiske Parti | 5.186   | 2,7  | +0,3 | 0        | -   |                                                                                |
| Retsforbundet                | 2.835   | 1,5  | +0,1 | 0        | -   |                                                                                |
| Kristeligt Folkeparti        | 1.677   | 0,9  | ny   | 0        | ny  |                                                                                |
| I alt                        | 189.021 |      |      | 11       | -3  |                                                                                |

## Valgresultater 1920-1968
| Parti                   | Stemmer | Pct. | +/-   | Mandater | +/- | Valgte                                                                              |
| ----------------------- | ------- | ---- | ----- | -------- | --- | ----------------------------------------------------------------------------------- |
| Socialdemokratiet       | 85.019  | 39,6 | -2,3  | 5        | -   | K. B. Andersen, Frode Jakobsen, Helge Nielsen, Karl Max Rasmussen, Lene Christensen |
| Konservative Folkeparti | 47.087  | 21,9 | +2,6  | 3        | -   | E. Haunstrup Clemmensen, Hanne Budtz, Palle Simonsen                                |
| Radikale Venstre        | 31.006  | 14,4 | +8,7  | 2        | +1  | Else-Merete Ross, Helge von Rosen                                                   |
| Socialistisk Folkeparti | 24.676  | 11,5 | -11,1 | 2        | -1  | Aksel Larsen, Kurt Brauer                                                           |
| Venstresocialisterne    | 9.345   | 4,4  | ny    | 1        | ny  | Erik Sigsgaard                                                                      |
| Venstre                 | 7.417   | 3,5  | -0,9  | 1        | -   | Per Møller                                                                          |
| Kommunistiske Parti     | 5.239   | 2,4  | +0,7  | 0        | -   |                                                                                     |
| Liberalt Centrum        | 3.422   | 1,6  | -1,6  | 0        | -1  |                                                                                     |
| Retsforbundet           | 1.020   | 0,5  | +0,1  | 0        | -   |                                                                                     |
| De Uafhængige           | 521     | 0,2  | -0,6  | 0        | -   |                                                                                     |
| Udenfor partierne       | 41      | 0,0  | ny    | 0        | ny  |                                                                                     |
| I alt                   | 214.793 |      |       | 14       | -   |                                                                                     |

| Parti                   | Stemmer | Pct. | +/-   | Mandater | +/- | Valgte                                                                             |
| ----------------------- | ------- | ---- | ----- | -------- | --- | ---------------------------------------------------------------------------------- |
| Socialdemokratiet       | 91.168  | 41,9 | -8,3  | 5        | -2  | K. B. Andersen, Frode Jakobsen, Helge Nielsen, Astrid Skjoldbo, Karl Max Rasmussen |
| Socialistisk Folkeparti | 49.147  | 22,6 | +10,5 | 3        | +1  | Aksel Larsen, Erik Sigsgaard, Gert Petersen                                        |
| Konservative Folkeparti | 41.907  | 19,3 | -2,2  | 3        | -   | E. Haunstrup Clemmensen, Hanne Budtz, O. Weikop                                    |
| Radikale Venstre        | 12.444  | 5,7  | +1,9  | 1        | -   | Else-Merete Ross                                                                   |
| Venstre                 | 9.660   | 4,4  | -2,4  | 1        | -   | Per Møller                                                                         |
| Liberalt Centrum        | 7.060   | 3,2  | ny    | 1        | ny  | Børge Diderichsen                                                                  |
| Kommunistiske Parti     | 3.721   | 1,7  | -0,9  | 0        | -   |                                                                                    |
| De Uafhængige           | 1.715   | 0,8  | -0,7  | 0        | -   |                                                                                    |
| Retsforbundet           | 860     | 0,4  | -0,3  | 0        | -   |                                                                                    |
| I alt                   | 217.682 |      |       | 14       | -   |                                                                                    |

| Parti                    | Stemmer | Pct. | +/-  | Mandater | +/- | Valgte |
| ------------------------ | ------- | ---- | ---- | -------- | --- | --- |
| Socialdemokratiet        | 107.892 | 50,2 | -1,5 | 7        | -1  | K. B. Andersen, Frode Jakobsen, Helge Nielsen, Edvin Boye Hansen, Nina Andersen, Karl Max Rasmussen, Astrid Skjoldbo |
| Konservative Folkeparti  | 46.252  | 21,5 | +0,7 | 3        | -   | Hanne Budtz, Erik Haunstrup Clemmensen, Ove Weikop                                                                   |
| Socialistisk Folkeparti  | 26.044  | 12,1 | -0,6 | 2        | -   | Aksel Larsen, Erik Sigsgaard                                                                                         |
| Venstre                  | 14.670  | 6,8  | +1,4 | 1        | -   | Niels Westerby |
| Radikale Venstre         | 8.125   | 3,8  | -0,1 | 1        | -   | Else-Merete Ross |
| Kommunistisk Parti       | 5.560   | 2,6  | +0,4 | 0        | -   | |
| De Uafhængige            | 3.321   | 1,5  | -0,5 | 0        | -1  | |
| Retsforbundet            | 1.463   | 0,7  | -0,6 | 0        | -   | |
| Fredspolitisk Folkeparti | 761     | 0,4  | ny   | 0        | ny  | |
| Dansk Samling            | 645     | 0,3  | ny   | 0        | ny  | |
| I alt                    | 214.733 |      |      | 14       | -2  | |

| Parti                   | Stemmer | Pct. | +/-  | Mandater | +/- | Valgte |
| ----------------------- | ------- | ---- | ---- | -------- | --- | --- |
| Socialdemokratiet       | 110.235 | 51,7 | +1,1 | 8        | +1  | Frode Jakobsen, K. B. Andersen, Helge Nielsen, Nina Andersen, Edvin Boye Hansen, Lars M. Olsen, Astrid Skjoldbo, Robert Sørensen |
| Konservative Folkeparti | 44.222  | 20,8 | -0,6 | 3        | -   | Hanne Budtz, E. Haunstrup Clemmensen, Ove Weikop                                                                                 |
| Socialistisk Folkeparti | 27.120  | 12,7 | ny   | 2        | ny  | Aksel Larsen, Erik A. Jensen |
| Venstre                 | 11.437  | 5,4  | -2,6 | 1        | -   | Anker Lau |
| Radikale Venstre        | 8.247   | 3,9  | -3,1 | 1        | -   | Else-Merete Ross |
| Kommunistisk Parti      | 4.775   | 2,2  | -4,7 | 0        | -1  | |
| De Uafhængige           | 4.261   | 2,0  | +0,7 | 1        | +1  | Arne Bertelsen |
| Retsforbundet           | 2.812   | 1,3  | -3,5 | 0        | -1  | |
| I alt                   | 213.109 |      |      | 16       | +2  | |

| Parti                   | Stemmer | Pct. | +/-  | Mandater | +/- | Valgte |
| ----------------------- | ------- | ---- | ---- | -------- | --- | --- |
| Socialdemokratiet       | 105.523 | 50,6 | -1,7 | 7        | -   | Frode Jakobsen, K. B. Andersen, Villy Heising, Nina Andersen, Edvin Boye Hansen, Lars M. Olsen, Astrid Skjoldbo |
| Konservative Folkeparti | 44.684  | 21,4 | -0,9 | 3        | -   | Hanne Budtz, Ove Weikop, Poul Claussen                                                                          |
| Venstre                 | 16.569  | 8,0  | +2,7 | 1        | -   | Anker Høyer Lau                                                                                                 |
| Radikale Venstre        | 14.530  | 7,0  | +0,7 | 1        | -   | Kirsten Gloerfelt-Tarp                                                                                          |
| Kommunistiske Parti     | 14.335  | 6,9  | -2,5 | 1        | -   | Aksel Larsen |
| Retsforbundet           | 9.981   | 4,8  | +1,9 | 1        | -   | Knud Tholstrup                                                                                                  |
| De Uafhængige           | 2.739   | 1,3  | -0,2 | 0        | -   | |
| I alt                   | 208.361 |      |      | 14       | -   | |

| Parti                   | Stemmer | Pct. | +/-  | Mandater | +/- | Valgte |
| ----------------------- | ------- | ---- | ---- | -------- | --- | --- |
| Socialdemokratiet       | 106.953 | 52,3 | +0,6 | 7        | +1  | Hans Hedtoft, Nina Andersen, Frode Jakobsen, Villy Heising, Lars M. Olsen, Ingvard Dahl, Edvin Boye Hansen |
| Konservative Folkeparti | 45.513  | 22,3 | +1,2 | 3        | -   | Ove Weikop, Hanne Budtz, Poul Claussen                                                                     |
| Kommunistiske Parti     | 19.222  | 9,4  | -0,4 | 1        | -   | Aksel Larsen                                                                                               |
| Radikale Venstre        | 12.889  | 6,3  | -1,1 | 1        | -   | Kirsten Gloerfelt-Tarp                                                                                     |
| Venstre                 | 10.853  | 5,3  | +1,2 | 1        | -   | Anker Lau                                                                                                  |
| Retsforbundet           | 5.855   | 2,9  | -2,1 | 1        | -   | Knud Tholstrup                                                                                             |
| De Uafhængige           | 3.056   | 1,5  | ny   | 0        | ny  | |
| I alt                   | 204.341 |      |      | 14       | +1  | |

| Parti                   | Stemmer | Pct. | +/-  | Mandater | +/- | Valgte                                                                                     |
| ----------------------- | ------- | ---- | ---- | -------- | --- | ------------------------------------------------------------------------------------------ |
| Socialdemokratiet       | 103.879 | 51,7 | +0,7 | 6        | -   | Hans Hedtoft, Nina Andersen, Lars M. Olsen, Villy Heising, Ingvard Dahl, Edvin Boye Hansen |
| Konservative Folkeparti | 42.485  | 21,1 | +0,1 | 3        | -   | Ove Weikop, Hanne Budtz, Poul Claussen                                                     |
| Kommunistiske Parti     | 19.659  | 9,8  | -0,2 | 1        | -   | Aksel Larsen                                                                               |
| Radikale Venstre        | 14.841  | 7,4  | +0,8 | 1        | -   | Kirsten Gloerfelt-Tarp                                                                     |
| Retsforbundet           | 10.115  | 5,0  | -4,0 | 1        | -   | Knud Tholstrup                                                                             |
| Venstre                 | 8.250   | 4,1  | +1,7 | 1        | -   | Marie Louise Truels-Christensen                                                            |
| Dansk Samling           | 1.862   | 0,9  | ny   | 0        | ny  |                                                                                            |
| I alt                   | 201.091 |      |      | 13       | -   |                                                                                            |

| Parti                   | Stemmer | Pct. | +/-  | Mandater | +/- | Valgte                                                                                  |
| ----------------------- | ------- | ---- | ---- | -------- | --- | --------------------------------------------------------------------------------------- |
| Socialdemokratiet       | 101.647 | 51,0 | +0,4 | 6        | +2  | Hans Hedtoft, Lars M. Olsen, Frode Jakobsen, Villy Heising, Nina Andersen, Ingvard Dahl |
| Konservative Folkeparti | 41.866  | 21,0 | +5,9 | 3        | +1  | Ove Weikop, Kristen Amby, Poul Claussen                                                 |
| Kommunistiske Parti     | 19.843  | 10,0 | -3,9 | 1        | -   | Aksel Larsen                                                                            |
| Retsforbundet           | 17.890  | 9,0  | +4,4 | 1        | -   | Knud Tholstrup                                                                          |
| Radikale Venstre        | 13.214  | 6,6  | +1,1 | 1        | -   | Kirsten Gloerfelt-Tarp                                                                  |
| Venstre                 | 4.825   | 2,4  | ny   | 1        | ny  | Anker Lau                                                                               |
| I alt                   | 199.285 |      |      | 13       | +3  |                                                                                         |

| Parti                   | Stemmer | Pct. | +/-   | Mandater | +/- | Valgte                                                    |
| ----------------------- | ------- | ---- | ----- | -------- | --- | --------------------------------------------------------- |
| Socialdemokratiet       | 107.327 | 50,6 | +12,1 | 4        | +1  | Hans Hedtoft, Frode Jakobsen, Lars M. Olsen, Ingvard Dahl |
| Konservative Folkeparti | 32.025  | 15,1 | -9,0  | 2        | -1  | Ove Weikop, Poul Claussen                                 |
| Kommunistiske Parti     | 29.420  | 13,9 | -9,3  | 1        | -1  | Aksel Larsen                                              |
| Hovedstadens Venstre    | 18.906  | 8,9  | ny    | 1        | ny  | Anker Lau                                                 |
| Radikale Venstre        | 11.614  | 5,5  | +0,1  | 1        | -   | Kirsten Gloerfelt-Tarp                                    |
| Retsforbundet           | 9.696   | 4,6  | +3,4  | 1        | +1  | Knud Tholstrup                                            |
| Dansk Samling           | 3.078   | 1,5  | -2,5  | 0        | -1  |                                                           |
| I alt                   | 212.066 |      |       | 10       | -   |                                                           |

| Parti                   | Stemmer | Pct. | +/-   | Mandater | +/- | Valgte                                             |
| ----------------------- | ------- | ---- | ----- | -------- | --- | -------------------------------------------------- |
| Socialdemokratiet       | 80.938  | 38,5 | -20,0 | 3        | -2  | Hans Hedtoft, Frode Jakobsen, Lars M. Olsen        |
| Konservative Folkeparti | 50.622  | 24,1 | -2,3  | 3        | -   | Halfdan Hendriksen, C. Westermann, Oda Christensen |
| Kommunistiske Parti     | 48.821  | 23,2 | ny    | 2        | ny  | Aksel Larsen, Robert Mikkelsen                     |
| Radikale Venstre        | 11.428  | 5,4  | -1,6  | 1        | -   | Kirsten Gloerfelt-Tarp                             |
| Dansk Samling           | 8.370   | 4,0  | +0,7  | 1        | -   | Arne Sørensen                                      |
| Venstre                 | 7.562   | 3,6  | +2,8  | 0        | -   |                                                    |
| Retsforbundet           | 2.424   | 1,2  | -0,1  | 0        | -   |                                                    |
| I alt                   | 210.165 |      |       | 10       | -1  |                                                    |

| Parti                               | Stemmer | Pct. | +/-  | Mandater | +/- | Valgte |
| ----------------------------------- | ------- | ---- | ---- | -------- | --- | --- |
| Socialdemokratiet                   | 119.050 | 58,5 | -2,9 | 5        | -   | Hans Chr. Hedtoft-Hansen, Ludvig Christensen, Lars M. Olsen, Ingvard G. E. J. Dahl, Gudmund H. E. Odgaard |
| Konservative Folkeparti             | 53.630  | 26,4 | +6,4 | 3        | +1  | Halfdan Hendriksen, Jens Chr. Wilhelm Prieme, Carl Aug. S. Westermann                                     |
| Radikale Venstre                    | 14.333  | 7,0  | -1,6 | 1        | -   | Kay Emun Silfverberg Rager                                                                                |
| Dansk Samling                       | 6.654   | 3,3  | +2,7 | 1        | +1  | Arne Kr. Sørensen                                                                                         |
| Nationalsocialistiske Arbejderparti | 5.528   | 2,7  | +1,1 | 1        | +1  | Peter Helge N. Bangsted                                                                                   |
| Retsforbundet                       | 2.593   | 1,3  | +0,4 | 0        | -   | |
| Venstre                             | 1.692   | 0,8  | -0,1 | 0        | -   | |
| I alt                               | 203.480 |      |      | 11       | +2  | |

| Parti                               | Stemmer | Pct. | +/-  | Mandater | +/- | Valgte                                                                                 |
| ----------------------------------- | ------- | ---- | ---- | -------- | --- | -------------------------------------------------------------------------------------- |
| Socialdemokratiet                   | 101.350 | 61,4 | -5,2 | 5        | -1  | Ludvig Christensen, H. Hedtoft Hansen, J. Friis-Skotte, Lars M. Olsen, Vilh. Rasmussen |
| Konservative Folkeparti             | 33.009  | 20,0 | +0,7 | 2        | -   | C. Westermann, William Prieme                                                          |
| Radikale Venstre                    | 14.236  | 8,6  | +1,1 | 1        | -   | Emun Rager                                                                             |
| Kommunistiske Parti                 | 7.817   | 4,7  | +1,0 | 1        | -   | Aksel Larsen                                                                           |
| Nationalsocialistiske Arbejderparti | 2.689   | 1,6  | +1,1 | 0        | -   |                                                                                        |
| Nationalt Samvirke                  | 1.869   | 1,1  | ny   | 0        | ny  |                                                                                        |
| Retsforbundet                       | 1.548   | 0,9  | -0,9 | 0        | -   |                                                                                        |
| Venstre                             | 1.447   | 0,9  | +0,5 | 0        | -   |                                                                                        |
| Dansk Samling                       | 1.065   | 0,6  | ny   | 0        | ny  |                                                                                        |
| I alt                               | 165.030 |      |      | 9        | -1  |                                                                                        |

| Parti                              | Stemmer | Pct. | +/-  | Mandater | +/- | Valgte                                                                                             |
| ---------------------------------- | ------- | ---- | ---- | -------- | --- | -------------------------------------------------------------------------------------------------- |
| Socialdemokratiet                  | 104.590 | 66,6 | +2,4 | 6        | -   | Oluf Andersen, Hans Hedtoft-Hansen, J. Friis-Skotte, Chr. Jensen, Vilh. Rasmussen, Julius Schrøder |
| Konservative Folkeparti            | 30.366  | 19,3 | -3,7 | 2        | -   | W. Prieme, C. Westermann                                                                           |
| Radikale Venstre                   | 11.855  | 7,5  | +1,1 | 1        | -   | E. Rager                                                                                           |
| Kommunistiske Parti                | 5.848   | 3,7  | +0,6 | 1        | -   | Aksel Larsen                                                                                       |
| Retsforbundet                      | 2.905   | 1,8  | -0,3 | 0        | -   | |
| Nationalsocialistisk Arbejderparti | 857     | 0,5  | ny   | 0        | ny  | |
| Venstre                            | 667     | 0,4  | -0,9 | 0        | -   | |
| I alt                              | 157.088 |      |      | 10       | 10  | |

| Parti                   | Stemmer | Pct. | +/-  | Mandater | +/- | Valgte                                                                                            |
| ----------------------- | ------- | ---- | ---- | -------- | --- | ------------------------------------------------------------------------------------------------- |
| Socialdemokratiet       | 87.594  | 64,2 | -1,0 | 6        | -   | Oluf Andersen, Frederik Andersen, J. Friis-Skotte, F. K. Madsen, Vilh. Rasmussen, Julius Schrøder |
| Konservative Folkeparti | 31.346  | 23,0 | +0,4 | 2        | -   | Johs. Pitzner, William Prieme                                                                     |
| Radikale Venstre        | 8.798   | 6,4  | -0,4 | 1        | -   | Elna Munch                                                                                        |
| Kommunistiske Parti     | 4.174   | 3,1  | +2,4 | 1        | +1  | Axel Larsen                                                                                       |
| Retsforbundet           | 2.859   | 2,1  | +0,3 | 0        | -   |                                                                                                   |
| Venstre                 | 1.708   | 1,3  | -1,5 | 0        | -   |                                                                                                   |
| Udenfor partierne       | 47      | 0,0  | ny   | 0        | ny  |                                                                                                   |
| I alt                   | 136.526 |      |      | 10       | +1  |                                                                                                   |

| Parti                   | Stemmer | Pct. | +/-  | Mandater | +/- | Valgte                                                                                       |
| ----------------------- | ------- | ---- | ---- | -------- | --- | -------------------------------------------------------------------------------------------- |
| Socialdemokratiet       | 76.304  | 65,2 | +6,6 | 6        | -   | Oluf Andersen, Fr. Andersen, J. Friis-Skotte, F. K. Madsen, Vilh. Rasmussen, Julius Schrøder |
| Konservative Folkeparti | 26.490  | 22,6 | -5,6 | 2        | -1  | Johs. Pitzner, Arnold Fraenkel                                                               |
| Radikale Venstre        | 8.011   | 6,8  | -1,8 | 1        | -   | Elna Munch                                                                                   |
| Venstre                 | 3.303   | 2,8  | +0,9 | 0        | -   |                                                                                              |
| Retsforbundet           | 2.066   | 1,8  | +0,4 | 0        | -   |                                                                                              |
| Kommunistiske Parti     | 812     | 0,7  | -0,6 | 0        | -   |                                                                                              |
| I alt                   | 116.986 |      |      | 9        | -1  |                                                                                              |

| Parti                   | Stemmer | Pct. | +/-  | Mandater | +/- | Valgte                                                                                     |
| ----------------------- | ------- | ---- | ---- | -------- | --- | ------------------------------------------------------------------------------------------ |
| Socialdemokratiet       | 63.594  | 58,6 | -1,1 | 6        | -   | E. Wiinblad, Fr. Andersen, J. Friis-Skotte, Vilh. Rasmussen, F. K. Madsen, Julius Schrøder |
| Konservative Folkeparti | 30.622  | 28,2 | +2,7 | 3        | +1  | Arnold Fraenkel, Johs. Pitzner, Alfred Bindslev                                            |
| Radikale Venstre        | 9.315   | 8,6  | -0,7 | 1        | -   | Elna Munch                                                                                 |
| Venstre                 | 2.058   | 1,9  | -0,4 | 0        | -   |                                                                                            |
| Retsforbundet           | 1.552   | 1,4  | +0,1 | 0        | -   |                                                                                            |
| Kommunistiske Parti     | 1.426   | 1,3  | -0,1 | 0        | -   |                                                                                            |
| I alt                   | 108.567 |      |      | 10       | +1  |                                                                                            |

| Parti                   | Stemmer | Pct. | +/-  | Mandater | +/- | Valgte                                                                                             |
| ----------------------- | ------- | ---- | ---- | -------- | --- | -------------------------------------------------------------------------------------------------- |
| Socialdemokratiet       | 61.295  | 59,7 | +3,7 | 6        | +1  | E. E. Wiinblad, Frederik Andersen, J. Friis-Skotte, Vilh. Rasmussen, F. K. Madsen, Julius Schrøder |
| Konservative Folkeparti | 26.161  | 25,5 | +1,2 | 2        | -   | Johs. Pitzner, Arnold Fraenkel                                                                     |
| Radikale Venstre        | 9.509   | 9,3  | +1,1 | 1        | -   | Elna Munch                                                                                         |
| Venstre                 | 2.320   | 2,3  | -1,7 | 0        | -   | |
| Kommunistiske Parti     | 1.461   | 1,4  | +0,2 | 0        | -   | |
| Retspartiet             | 1.309   | 1,3  | ny   | 0        | ny  | |
| Erhvervspartiet         | 684     | 0,7  | -4,0 | 0        | -1  | |
| I alt                   | 102.739 |      |      | 9        | -   | |

| Parti                      | Stemmer | Pct. | +/-  | Mandater | +/- | Valgte                                                                    |
| -------------------------- | ------- | ---- | ---- | -------- | --- | ------------------------------------------------------------------------- |
| Socialdemokratiet          | 49.796  | 56,0 | +1,6 | 5        | -   | E. Wiinblad, Fr. Andersen, J. Friis Skotte, Vilh. Rasmussen, F. K. Madsen |
| Konservative Folkeparti    | 21.652  | 24,3 | -1,6 | 2        | -   | Johs. Pitzner, A. Fraenkel                                                |
| Radikale Venstre           | 7.284   | 8,2  | +1,1 | 1        | -   | Elna Munch                                                                |
| Erhvervspartiet            | 4.187   | 4,7  | -1,6 | 1        | -   | O. V. Kayser                                                              |
| Venstre                    | 3.537   | 4,0  | -1,0 | 0        | -   |                                                                           |
| Frie Socialdemokrati       | 1.447   | 1,6  | ny   | 0        | ny  |                                                                           |
| Venstresocialistiske Parti | 1.071   | 1,2  | ny   | 0        | ny  |                                                                           |
| I alt                      | 88.974  |      |      | 9        | -   |                                                                           |

| Parti                   | Stemmer | Pct. | +/-  | Mandater | +/- | Valgte                                                                    |
| ----------------------- | ------- | ---- | ---- | -------- | --- | ------------------------------------------------------------------------- |
| Socialdemokratiet       | 36.197  | 54,4 | +4,9 | 5        | +1  | Fr. Andersen, E. Wiinblad, J. Friis Skotte, Vilh. Rasmussen, F. K. Madsen |
| Konservative Folkeparti | 17.200  | 25,9 | +0,6 | 2        | -   | A. Fraenkel, J. Pitzner                                                   |
| Radikale Venstre        | 4.689   | 7,1  | -0,5 | 1        | -   | Elna Munch                                                                |
| Erhvervspartiet         | 4.164   | 6,3  | -1,0 | 1        | -   | O. Kayser                                                                 |
| Venstre                 | 3.350   | 5,0  | -0,1 | 0        | -   |                                                                           |
| Udenfor partierne       | 941     | 1,4  | +0,2 | 0        | -   |                                                                           |
| I alt                   | 66.483  |      |      | 9        | +1  |                                                                           |

| Parti                   | Stemmer | Pct. | +/- | Mandater | +/- | Valgte                                                      |
| ----------------------- | ------- | ---- | --- | -------- | --- | ----------------------------------------------------------- |
| Socialdemokratiet       | 38.132  | 49,5 |     | 4        |     | Fr. Andersen, E. Wiinblad, J. Friis Skotte, Vilh. Rasmussen |
| Konservative Folkeparti | 19.470  | 25,3 |     | 2        |     | J. Pitzner, A. Fraenkel                                     |
| Radikale Venstre        | 5.866   | 7,6  |     | 1        |     | Elna Munch                                                  |
| Erhvervspartiet         | 5.641   | 7,3  |     | 1        |     | O. Kayser                                                   |
| Venstre                 | 3.921   | 5,1  |     | 0        |     |                                                             |
| Centrum                 | 1.635   | 2,1  |     | 0        |     |                                                             |
| Frie Socialdemokrati    | 1.501   | 1,9  |     | 0        |     |                                                             |
| Udenfor partierne       | 901     | 1,2  |     | 0        |     |                                                             |
| I alt                   | 77.067  |      |     | 8        |     |                                                             |

## Referenceliste
1. ↑  https://www.dst.dk/pubfile/20331/valg2005
2. ↑  https://www.dst.dk/pubfile/20330/valg2001
3. ↑  https://www.dst.dk/pubfile/20329/valg1998
4. ↑  https://www.dst.dk/pubfile/20328/valg1994
5. ↑  https://www.dst.dk/pubfile/20327/valg1990
6. ↑  https://www.dst.dk/pubfile/20199/valg1988
7. ↑  https://www.dst.dk/pubfile/20200/valg1987
8. ↑  https://www.dst.dk/pubfile/20201/valg1984
9. ↑  https://www.dst.dk/pubfile/20202/valg1981
10. ↑  https://www.dst.dk/pubfile/20203/valg1973
11. ↑  https://www.dst.dk/pubfile/20204/valg1977
12. ↑  https://www.dst.dk/pubfile/20205/valg1975
13. ↑  https://www.dst.dk/pubfile/20206/valg1973
14. ↑  https://www.dst.dk/pubfile/20207/valg1971
15. ↑  https://www.dst.dk/pubfile/20208/valg1968
16. ↑  https://www.dst.dk/Site/Dst/Udgivelser/GetPubFile.aspx?id=20209&sid=valg1966
17. ↑  https://www.dst.dk/Site/Dst/Udgivelser/GetPubFile.aspx?id=20210&sid=valg1964
18. ↑  https://www.dst.dk/Site/Dst/Udgivelser/GetPubFile.aspx?id=20211&sid=valg1960
19. ↑  https://www.dst.dk/Site/Dst/Udgivelser/GetPubFile.aspx?id=20212&sid=valg1957
20. ↑  https://www.dst.dk/Site/Dst/Udgivelser/GetPubFile.aspx?id=20213&sid=valg1953
21. ↑  https://www.dst.dk/Site/Dst/Udgivelser/GetPubFile.aspx?id=20213&sid=rigsvalg
22. ↑  https://www.dst.dk/Site/Dst/Udgivelser/GetPubFile.aspx?id=20214&sid=valg1950
23. ↑  https://www.dst.dk/Site/Dst/Udgivelser/GetPubFile.aspx?id=20215&sid=valg1947
24. ↑  https://www.dst.dk/Site/Dst/Udgivelser/GetPubFile.aspx?id=20216&sid=valg1945
25. ↑  https://www.dst.dk/Site/Dst/Udgivelser/GetPubFile.aspx?id=20217&sid=valg1943
26. ↑  https://www.dst.dk/Site/Dst/Udgivelser/GetPubFile.aspx?id=20218&sid=valg1939
27. ↑  https://www.dst.dk/Site/Dst/Udgivelser/GetPubFile.aspx?id=20219&sid=valg1935
28. ↑  https://www.dst.dk/Site/Dst/Udgivelser/GetPubFile.aspx?id=20220&sid=valg1932
29. ↑  https://www.dst.dk/Site/Dst/Udgivelser/GetPubFile.aspx?id=20221&sid=valg1929
30. ↑  https://www.dst.dk/Site/Dst/Udgivelser/GetPubFile.aspx?id=20222&sid=valg1926
31. ↑  https://www.dst.dk/Site/Dst/Udgivelser/GetPubFile.aspx?id=20223&sid=valg1924
32. ↑  https://www.dst.dk/pubfile/20224/valgsep
33. ↑  https://www.dst.dk/pubfile/20224/valgjuli
34. ↑  https://www.dst.dk/pubfile/20224/valg1920